# Bercy Village
Bercy Village és un centre comercial i de lleure situat al 12è districte de París. Ha estat construït a l'emplaçament dels antics cellers i magatzems de Bercy, inscrits a l'Inventari suplementari dels Monuments Històrics. El lloc era una plaça important del mercat i de la logística del vi al segle xix i al començament del segle xx.
El barri de Bercy es va desenvolupar al final del segle XX amb l'obertura de Palais omnisports de Paris-Bercy el 1984 i la creació del nou edifici del ministeri d'economia.
Bercy Village va ser acabat el 2001 i implica d'ara endavant una trentena de botigues i restaurants. Un complex UGC també hi és present, l'UGC Ciné Cité Bercy.

## Polèmica
El 2002, una associació de veïns del barri va denunciar la no conformitat dels locals. Aleshores una part del permís de construcció va ser anul·lat.